# Martfű
Martfű  este un oraș în districtul Szolnok, județul Jász-Nagykun-Szolnok, Ungaria, având o populație de 6.739 de locuitori (2011). 

## Demografie
Componența etnică a orașului Martfű
     Maghiari (98,55%)
     Necunoscut (0,6%)
     Alții (0,85%)
Componența confesională a orașului Martfű
     Fără religie (35,57%)
     Romano-catolici (18,5%)
     Reformați (11,25%)
     Atei (1,56%)
     Necunoscută (32,2%)
     Alte religii (1,72%)
Conform recensământului din 2011, orașul Martfű avea 6.739 de locuitori. Din punct de vedere etnic, majoritatea locuitorilor (98,55%) erau maghiari. Apartenența etnică nu este cunoscută în cazul a 0,6% din locuitori. Nu există o religie majoritară, locuitorii fiind persoane fără religie (35,57%), romano-catolici (18,5%), reformați (11,25%) și atei (1,56%). Pentru 32,2% din locuitori nu este cunoscută apartenența confesională.

## Orașe înfrățite
- Martonoš, Serbia
- Tuchów, Polonia
- Tăuții-Măgherăuș, România